# باغستان کنده‌ای
باغستان کنده‌ای، روستایی در دهستان ابوالحیات بخش کوهمره شهرستان کوه‌چنار در استان فارس ایران است.

## جمعیت
بر پایه سرشماری عمومی نفوس و مسکن در سال ۱۳۹۵، جمعیت این روستا برابر با ۶۴۱ نفر (۱۵۵ خانوار) بوده است.